# Chlum Svaté Maří
Chlum Svaté Maří (in tedesco Maria Kulm) è un comune della Repubblica Ceca facente parte del distretto di Sokolov, nella regione di Karlovy Vary.